# Vilmos Zsolnay
Dans le nom hongrois Zsolnay Vilmos, le nom de famille précède le prénom, mais cet article utilise l’ordre habituel en français Vilmos Zsolnay, où le prénom précède le nom.
Vilmos Zsolnay, né le 19 avril 1828 et décédé le 23 mars 1900 à Pécs, est un industriel de la porcelaine hongrois, à la tête de la manufacture de porcelaine Zsolnay de 1853 à 1900. Il est le père de Miklós Zsolnay, son successeur.